# 山田秀俊
山田 秀俊（やまだ ひでとし、1952年3月20日 - ）は、日本のピアニスト、キーボーディスト、作曲家、編曲家、シンガーソングライター。大分県津久見市出身。血液型はB型。

## 人物・来歴
1952年、大分県津久見市に生まれる。小学生の頃から音楽に興味を持ち始め、中学校に進むと両親に頼んでピアノを買ってもらい、独学で弾き始める。初めて鍵盤に触れた時、思うままに手を動かすと即興で曲を弾くことが出来、加山雄三やグループ・サウンズの曲なども1～2回聴くとピアノで再現出来たという。
地元の高校を卒業した後、慶応義塾大学文学部に進学しフランス文学を学ぶが、二十才になった頃、学生生活に魅力を感じなくなりキャンパスから足が遠のくようになる。その頃、同じ大分県出身で地元でも知り合いだった南こうせつに「かぐや姫のライブでピアノを弾いてくれないか」と誘われ、迷わず音楽活動を開始する。
1974年、“吉川忠英とHome made” のメンバーにキーボーディストとして加入し、ライブ活動を始める。当時の心境について山田は、「大勢の観客が集まる会場での演奏は初めてだったが、楽しい気持ちが大きかった」と振り返っている。その後ビリーバンバン、五輪真弓、南こうせつ、原田真二、吉田拓郎、水谷豊等の全国ツアーサポートを務め、次第にスタジオでのレコーディングの仕事が増えて行く。
1980年代から90年代は松田聖子、中森明菜、小泉今日子、中山美穂などの女性アイドルや、ジャニーズ系の男性アイドル、ほか長渕剛、浜田省吾、中西圭三、SING LIKE TALKING、杉山清貴、さだまさしといった数多のミュージシャンのレコーディングに参加するほか、CM音楽の制作にも携わっており、「ディノス」「日本たばこ」「ミサワホーム」等の企業CMで作曲、ボーカル、コーラスを担当している。
2000年以降はライブでの演奏活動がメインとなり、2004年まで森山良子、谷村新司らのコンサートツアーに参加、2007年からは鈴木トオルのライブに参加する。
還暦を迎える2012年ごろ体調に異変を感じるようになり、翌年にはパーキンソン病を患っていることが判明、3年ほど病と闘うことになる。これを機に、「今まではずっと人のために弾いてきたが、これからは自分のために弾く」と意識に変化が表れる。
その後体調を伺いながら復帰を目指し、2016年3月には、自身初となるオリジナル・アルバム『HOW DO YOU DO?』をリリース。2017年6月に行われた大村雅朗メモリアル・ライブで福岡市を中心に活動するシンガー、宮崎のりこと出会い、翌2018年7月には宮崎と山田のコラボレーションアルバム『Memorial』がリリースされる。以降、かねてからの夢であった弾き語りライブを全国各地で開催する。
影響を受けたアーティストとして、ジェイ・グレイドン、デイヴィッド・フォスター、エルトンジョン、カーペンターズ、キャロルキング、TAKE 6、シンガーズ・アンリミテッド等を挙げている。

## 作品

### アルバム

#### HOW DO YOU DO?（2016年）

##### 収録曲
1. 静寂
2. 葛藤
3. 別れ
4. 嘘
5. 回想
6. Rediscover
7. Sigh
8. I couldn't face up to the stormy sea
9. Lost in You
10. In my Dreams
11. All of You
12. You & I
13. Stare in Despair
14. Hap-hazardous Adventure
15. まどろみ (a Nouvelle-Caledonie)

#### Memorial（2018年・宮崎のりことのコラボレーション作品）

##### 収録曲
1. まっすぐ
2. I WON'T LAST A DAY WITHOUT YOU
3. I NEED TO BE IN LOVE
4. Beautiful
5. LOVE ME TOMORROW
6. SO FAR AWAY
7. HERE THERE AND EVERYWHERE
8. セイシェルの夕陽
9. 真冬の恋人たち
10. 櫻の園
11. 永遠になる

## レコーディング参加作品

### あ行
- 杏里 - アルバム『Heaven Beach』（1982年）『Timely!!』（1983年）『MYSTIQUE』（1986年）
- アン・ルイス - アルバム『Cheek』（1980年）
- 石川優子 - アルバム『Fly Away』（1980年）『SPICY』（1981年）『SENTIMENTAL ROAD』（1981年）
- 五輪真弓 - アルバム『Mayumity -うつろな愛』（1975年）『名もなき道』（1990年）
- 稲垣潤一 - アルバム『J.I.』（1983年）『Mind Note』（1987年）
- 井上大輔 - アルバム『BLUE』（1988年）
- イルカ - アルバム『イルカの世界』（1975年）『ハートランド』（1985年）
- 岩崎宏美 - アルバム『Love Letter』（1982年）『私・的・空・間』（1983年）
- N.S.P. - アルバム『THE WIND’S SONG』（1981年）
- EPO - アルバム『DOWN TOWN』（1980年）
- 岡田有希子 - シングル「ファースト・デイト」「リトル プリンセス」（1984年）
- 岡本正 - アルバム『帰って来ないんですか』（1976年）

### か行
- かぐや姫 - アルバム『かぐや姫さあど』（1973年）
- 角松敏生 - アルバム『SEA BREEZE』（1981年）
- 河合奈保子 - アルバム『サマー・ヒロイン』（1982年）『Summer Delicacy』（1984年）
- 川島なお美 - アルバム『銀幕のヒロイン』（1984年）『TOKIO APPLAUSES』（1986年）
- 神田正輝 - アルバム『if -予感-』（1984年）
- 菊池桃子 - アルバム『TROPIC OF CAPRICORN』（1985年）『ADVENTURE』（1986年）
- 倉木麻衣 - アルバム『ONE LIFE』（2008年）
- 小林明子 - アルバム『心のままに』（1986年）『Naturally』（1987年）
- 郷ひろみ - アルバム『愛の神話』（1982年）

### さ行
- 西城秀樹 - アルバム『LIFE WORK』（1996年）
- 佐々木幸男 - アルバム『イエス!』（1982年）
- さだまさし - シングル「関白宣言」（1979年）アルバム『夢の轍』（1982年）『風のおもかげ』（1983年）
- SING LIKE TALKING - アルバム『0 [lΛV]』（1991年）『REUNION』（1992年）
- 杉山清貴 - アルバム『beyond...』（1986年）『realtime to paradise』（1987年）
- 鈴木茂 - アルバム『Caution!』（1978年）
- 鈴木康博 - アルバム『Sincerely』（1983年）
- 鈴木結女 - アルバム『STYLE』（1993年）
- 世良公則 - アルバム『MASANORI SERA』（1982年）

### た行
- 高樹澪 - アルバム『ナーダ』（1982年）
- 多岐川裕美 - アルバム『小夜Ⅱ』（1981年）『紅夜想曲』（1982年）
- 舘ひろし - アルバム『HIROSHI TACHI sings YUJIRO』（2012年）
- 田原俊彦 - シングル「ひとりぼっちにしないから」（1989年）
- CHAGE and ASKA - アルバム『CHAGE&ASUKA IV -21世紀-』（1983年）『MIX BLOOD』（1986年）
- チェリッシュ - アルバム『Daydream』（1986年）
- 刀根麻理子 - アルバム『JUST MY TONE』（1987年）

### な行
- 中島みゆき - アルバム『おかえりなさい』（1979年）『36.5℃』（1986年）
- 中森明菜 - アルバム『ファンタジー〈幻想曲〉』（1983年）
- 中山美穂 - アルバム『わがままな あくとれす』（1993年）
- 夏木マリ - アルバム『憧れのろくでなし』（1985年）

### は行
- 濱田金吾 - アルバム『MANHATTAN IN THE RAIN』（1980年）『Gentle Travelin'』（1981年）『ハートカクテル』（1985年）
- 林哲司 - アルバム『NINE STORIES～LONGTIME ROMANCE～』（1986年）『ハチ公物語 オリジナル・サウンドトラック』（1987年）
- パンダフルハウス - アルバム『PANDAFUL-HOUSE』（1977年）
- ブレッド&バター - アルバム『Second Serenade』（1984年）

### ま行
- 松下誠 - アルバム『FIRST LIGHT』（1981年）『THE PRESSURES AND THE PLEASURES』（1982年）
- 松田聖子 - シングル「青い珊瑚礁」（1980年）アルバム『風立ちぬ』（1982年）『ユートピア』（1983年）など多数。
- 松本伊代 - アルバム『天使のバカ』（1986年）
- 水越恵子 - アルバム『LOVE TIME』（1980年）
- 南こうせつ - アルバム『こんな静かな夜』（1978年）
- 南佳孝 - アルバム『冒険王』（1984年）
- MISIA - アルバム『Mother Father Brother Sister』（1998年）『LOVE IS THE MESSAGE』（2000年）『KISS IN THE SKY』（2002年）
- もんたよしのり - アルバム『HOT SUMMER NIGHT』（1986年）

### や行
- 八神純子 - アルバム『思い出は美しすぎて』（1978年）
- 山崎ハコ - アルバム『茜』（1981年）
- 山根麻衣 - アルバム『SORRY』（1981年）
- 横山輝一 - アルバム『PRESSURE』（1988年）
- 吉川忠英 - アルバム『こころ』（1974年）『街角』（1975年）『CHUEI #29』（1976年）
- 吉野千代乃 - アルバム『Say Good-Bye』（1987年）
- 芳野藤丸 - アルバム『YOSHINO FUJIMAL』（1982年）

### オムニバス・アルバム
- 細野晴臣・石川鷹彦・松任谷正隆 - アルバム『エーゲ海』（1979年）
- アルバム『ヤマトよ永遠に 音楽集 Part1』（1980年）

## 作曲
- 村瀬由衣 - 「READ ME」「素肌にダンガリーシャツ」（アルバム『眠る記憶』収録曲）（1993年）
- More Than Paradise - 「砂の上のLove Story」（アルバム『More Than Paradise』収録曲）（1991年）「FIREWORKS」（アルバム『Love Parade』収録曲）（1992年）
- MISIA - 「あの夏のままで」（アルバム『MARVELOUS』収録曲）（2001年）
- Beverly - 「Endless Harmony feat.LOREN」（配信シングル「『FAIRY TAIL』OP&EDテーマ〜power of the dream / Endless Harmony feat.LOREN〜」）（2018年）

## 編曲
- EXILE - 「One love -Piano Version-」（アルバム『EXILE BALLAD BEST』収録曲）（2008年）
- 白鳥英美子 - 「故郷」（アルバム『うた景色 -日本の抒情歌集-』収録曲）（2012年）
- NEWS - 「あなたがとなりにいるだけで」（シングル「さくらガール」カップリング曲 - コーラス、コーラスアレンジを担当）（2010年）

## 作・編曲
- SweetS - 「ありがとう」（アルバム『5 elementS』収録曲）（2005年）
- 田原俊彦 - 「Send a little love」（シングル「A NIGHT TO REMEMBER」カップリング曲）（1997年）
- 米倉千尋 - 「Open Your Eyes」（アルバム『always』収録曲）（1998年）